# Crecimiento poblacional
El crecimiento poblacional o crecimiento demográfico es el cambio en la población en un cierto plazo, y puede ser contado como el cambio en el número de individuos en una población por unidad de tiempo para su medición. 
Los modelos simples del crecimiento demográfico incluyen: el modelo del crecimiento de la población y el modelo logístico.
Las teorías que explican los cambios demográficos modernos son la teoría de la revolución reproductiva —apoyada en estudios longitudinales—, la teoría de la transición demográfica y la teoría de la segunda transición demográfica -apoyadas estas últimas en estudios transversales.

## Fin del crecimiento natural de la población
Año en que se espera que las muertes superen a los nacimientos, por país

### 1990-2020
- España
- Portugal
- Italia
- Eslovenia
- Croacia
- Bosnia y Herzegovina
- Serbia
- Grecia
- Bulgaria
- Rumania
- Moldavia
- Ucrania
- Polonia
- Bielorrusia
- Estonia
- Letonia
- Lituania
- Rusia
- Finlandia
- Japón
- Puerto Rico

### 2021-2050
- Canadá
- Cuba
- Jamaica
- Bahamas
- Brasil
- Chile
- Islandia
- Reino Unido
- Dinamarca
- Francia
- Bélgica
- Países Bajos
- Suiza
- Austria
- Eslovaquia
- Montenegro
- Albania
- Macedonia del Norte
- Chipre
- Georgia
- Armenia
- Azerbaiyán
- Taiwán
- Tailandia
- Singapur
- Brunéi

### 2050-2100
- Estados Unidos
- México
- Corea del Sur
- Corea del Norte
- China
- Guatemala
- El Salvador
- Belice
- Honduras
- Nicaragua
- Costa Rica
- Panamá
- Haití
- República Dominicana
- Venezuela
- Colombia
- Ecuador
- Perú
- Bolivia
- Paraguay
- Argentina
- Uruguay
- Guyana
- Surinam
- Noruega
- Marruecos
- Argelia
- Túnez
- Libia
- Cabo Verde
- Botsuana
- Sudáfrica
- Lesoto
- Suazilandia
- Yibuti
- Turquía
- Siria
- Líbano
- Jordania
- Kuwait
- Arabia Saudita
- Catar
- Baréin
- Yemen
- Omán
- Uzbekistán
- Turkmenistán
- Irán
- Afganistán
- Pakistán
- India
- Sri Lanka
- Nepal
- Bután
- Bangladés
- Birmania
- Camboya
- Laos
- Vietnam
- Filipinas
- Malasia
- Indonesia
- Timor Oriental
- Nueva Zelanda

### Después de 2100
- Suecia
- Israel
- Palestina
- Irak
- Emiratos Árabes Unidos
- Kazajistán
- Kirguistán
- Tayikistán
- Papúa Nueva Guinea
- Australia
- Egipto
- Sudán
- Eritrea
- Chad
- Níger
- Mali
- Mauritania
- Senegal
- Gambia
- Guinea-Bisáu
- Guinea
- Sierra Leona
- Liberia
- Costa de Marfil
- Ghana
- Togo
- Benín
- Nigeria
- Camerún
- República Centroafricana
- Sudán del Sur
- Etiopía
- Somalia
- Guinea Ecuatorial
- Gabón
- Uganda
- Burundi
- Ruanda
- Kenia
- Tanzania
- República del Congo
- República Democrática del Congo
- Malaui
- Angola
- Namibia
- Zambia
- Zimbabue
- Mozambique
- Madagascar
- Santo Tomé y Príncipe
- Comoras

## Tasa de crecimiento demográfico
En demografía, geografía de la población y ecología, la tasa de crecimiento poblacional o tasa de crecimiento demográfico (PGR de las siglas en inglés: Population growth rate) es la tasa que indica el crecimiento o decrecimiento de la población. Específicamente, la tasa de crecimiento demográfico se refiere ordinariamente al cambio en la población durante un período expresado a menudo como un porcentaje del número de individuos existentes en un país o lugar a fines de un inicial en el mismo año. También puede referirse a la diferencia entre la tasa de natalidad de un país menos la tasa de mortalidad, datos obtenidos anualmente en cada país a través de la información obtenida del número anual de nacimientos y de defunciones obtenida del Registro civil de cada país. Puede expresarse bajo la fórmula:

{\displaystyle \mathrm {Tasa\ de\ crecimiento} ={\frac {(\mathrm {poblacion\ al\ final\ del\ periodo} \ -\ \mathrm {poblacion\ al\ principio\ del\ periodo} )}{\mathrm {poblacion\ al\ principio\ del\ periodo} }}}

La manera más común de expresar el crecimiento demográfico es mostrarlo como una razón aritmética, y no como porcentaje. El cambio en la población durante un período de unidad se expresa como porcentaje de la población al principio del período. Eso es:

{\displaystyle \mathrm {Razon\ de\ crecimiento} =\mathrm {Tasa\ de\ crecimiento} \times 100\%.}

Una positiva razón aritmética o (tasa) del crecimiento indica que la población está aumentando, mientras que un cociente del crecimiento negativo indica la declinación de la población. Un cociente del crecimiento de cero indica que había el mismo número de gente en los dos tiempos —la diferencia neta entre los nacimientos, las muertes y la migración es cero—. Sin embargo, una tasa de crecimiento puede ser cero incluso cuando hay cambios significativos en los índices de natalidad, los índices de mortalidad, las tasas de inmigración y la distribución de edad entre los dos tiempos. Equivalentemente, el porcentaje del índice de mortalidad = el número medio de muertes en un año para cada 100 personas en la población total.
Una medida relacionada es la tasa neta de reproducción. En la ausencia de migración, un índice de reproducción neta de más de uno indica que la población de mujeres está aumentando, mientras que una tasa neta de reproducción menor a uno (fertilidad del reemplazo secundario) indica que la población de mujeres está disminuyendo.

### Factores que influyen en el crecimiento poblacional

Evolución población mundial, desde 1950 hasta el año 2015.

El equilibrio en una población puede ser afectado por diversos factores:
- La fertilidad de las mujeres en edad reproductiva o la abundancia de la reproducción en cualquier especie biológica. A medida que aumenta la fecundidad, la tasa de natalidad aumenta, lo que aumenta el crecimiento poblacional.[3]  La fecundidad tiene una relación inversa con el nivel de educación de la población de un país. En países desarrollados, donde las mujeres tienen las mismas oportunidades educativas y laborales que los hombres, la fertilidad de las mujeres tiende a disminuir, esto se hace evidente en la mayoría de países europeos.[4]

- La mortalidad se mide por la cantidad de personas que mueren en un lugar en un período determinado en relación con el total de la población. A medida que aumenta la economía en un país, el sistema de salud aumenta, lo que disminuye la mortalidad de la población.[4]
- Las migraciones suponen dos hechos distintos con referencias espaciales correspondientes al lugar de destino y al lugar de origen y puede ser repetible y reversible.[3]  La inmigración podría mejorar la economía de un país ya que la mayoría de migrantes pertenecen al rango de población económicamente activa. Por el contrario, la emigración tiene a disminuir el grupo de población económicamente activa de un país, pudiendo afectar el producto interno bruto del país que abandona.[3][4]

### Población en equilibrio o crecimiento población cero
Se dice que una población está en equilibrio cuando el crecimiento poblacional es cero.
El concepto crecimiento poblacional cero o crecimiento cero de la población (en inglés zero population growth) se atribuye al demógrafo estadounidense Kingsley Davis aunque la autoría es reclamada por George Stolnitz.
Sin embargo, el concepto de población en equilibrio resulta cuestionable en sí mismo y tampoco la idea de la tasa de crecimiento o puede llegar a mantenerse durante un período, aunque este sea relativamente breve. Por una parte, el que en un país la mortalidad igualara a la natalidad no significaría que la composición de la población (según edad y sexo) seguiría igual, ya que tendería a envejecerse, a no ser que ese país tenga una tasa de inmigración superior a la de emigración, en cuyo caso, la composición de la población inmigrante sería un factor de rejuvenecimiento de dicha población ya que los inmigrantes de ambos sexos en un país suelen ser adultos jóvenes, en edad de tener hijos, y ello hace que su tasa de natalidad sea superior a la que tiene la población autóctona, con un promedio de edad mucho más elevado y, por ende, con una mortalidad superior a la población inmigrante.

### Descenso de la población o decrecimiento demográfico
Cuando la población desciende, disminuye o decrece hablamos de descenso de la población, decrecimiento demográfico crecimiento demográfico negativo o crecimiento negativo de la población. También podemos hablar de la tasa de crecimiento demográfico negativo frente a la tasa de crecimiento población positiva si bien la tasa de crecimiento de la población incluiría a ambas.

## Crecimiento urbano acelerado
El crecimiento urbano supone una contradicción al desarrollo sostenible, pues los incrementos de las zonas urbanas, que se han visto crecer de forma exponencial, se ven reflejados en la reducción de recursos naturales y energéticos, por lo que es necesario establecer una planificación ante este aumento del área de las poblaciones urbanas a través de instrumentos que supongan un crecimiento óptimo en el desarrollo local y social, así como en la protección del medio ambiente.

## Problemáticas
Junto con el crecimiento urbano existe una serie de problemas tales como los ambientales, con la llamada huella ambiental, por la cantidad de energía, agua y materiales consumidos por las ciudades, la pérdida de biodiversidad por la construcción de asentamientos urbanos; así como problemáticas de transporte, vivienda, movilidad y conectividad.

## Ordenamiento territorial
La necesidad que tiene un Estado para la organización y desarrollo de la población y la conservación ambiental, se da a través de políticas con perspectivas político-sociales, económicas, ambientales y culturales, las cuales siguen una perspectiva sistémica, prospectiva, democrática y participativa, dando como resultado el instrumento que también funge como política del Estado, que es el ordenamiento territorial. Este instrumento entonces estaría buscando la disposición correcta, equilibrada y armónica de los componentes del territorio, sobre todo de los componentes antrópicos, para que así los impactos que las actividades humanas tienen sobre el medio ambiente, se puedan tanto prevenir, como aminorar.
El ordenamiento territorial es llevado por una corriente de estudio interdisciplinario, además con el enfoque de la gestión eficiente del territorio, a partir de construcciones de consensos para que el Estado le defina finalmente como una verdadera política del Estado, para la resolución de problemáticas del territorio que exigen la participación de los poderes políticos, saberes técnicos específicos y holísticos, además de la coordinación de las políticas públicas que permitan la bases para la construcción de un sistema que pueda trascender en el tiempo.

### Geografía ambiental
La Geografía como disciplina tiene desde finales de la década de 1960, el interés en el ordenamiento territorial como campo de estudio, desde el campo de la Geografía aplicada, la cual está enfocada a lo que se entiende como Geografía en el sector público a través del análisis de modelos espaciales, que tienen métodos y enfoques que dominan en la enseñanza de esta. Sin embargo la Geografía tiene que formular objetivos y metodologías que respondan al contexto del siglo XXI, ya que las problemáticas contemporáneas corresponden a temas de importancia que incluyen los riesgos, vulnerabilidad, distribuciones territoriales de la biodiversidad, planificación y uso de suelo, análisis del paisaje, entre muchos otros, que necesitan de una mirada que esté enfocada a una internacionalidad entre los elementos que configuran el espacio geográfico y que crean estas problemáticas, con posturas críticas enfocadas en el entender de la interdisciplinariedad ambiental, por lo que el papel de la Geografía Ambiental, ya no como disciplina, más bien como una visión de la Geografía, es el camino propuesto para dar respuesta a estos temas, a través de la acción e interpretación de políticas públicas que ayuden a dar visibilidad de las vulnerabilidades e injusticias ambientales.